# تنميط جيني غير باضع
تنميط جيني غير باضع هي تقنية حديثة للحصول على عينة من الحمض النووي للتحليل الجيني، والتي تتميز بأنها عينة غير مباشرة للعينة، ولا تتطلب إيذاء أو التعامل مع الكائن الحي، أو حتى وجوده محل الاهتمام. بدءًا من أوائل العقد التسعينات من القرن الماضي، ومع ظهور تقنية تفاعل البوليمراز المتسلسل، أصبح بإمكان الباحثين الحصول على عينات جينية عالية الجودة من حمض نووي ريبوزي منقوص الأكسجين من كميات صغيرة من الشعر والريش والحراشف والبراز. تعتبر هذه العينات غير الباضعة تحسينًا عن تقنيات جمع إنزيمات متغايرة جينيًا وحمض النووي قديمة والتي كانت تتطلب في كثير من الأحيان عينات أكبر من الأنسجة أو تدمير الكائن المدروس. يستخدم التحليل الجيني غير الباضع على نطاق واسع في جهود الحفاظ على البيئة، حيث يمكن أن يكون التقاط العينات وجمعها صعبًا أو يؤثر على السلوك. بالإضافة إلى ذلك، طُبّقت هذه التقنية في الطب على البشر لتشخيص الأمراض الجينية والكشف المبكر عن الأورام. في هذا السياق، يأخذ غير الباضع معنى منفصل حيث يشمل أيضًا عينات الدم البسيطة.

## حفاظ
في علم الحفظ، استُخدم التحليل الجيني غير الجراحي لإضافة مكملات للتقنيات التقليدية بمستويات متفاوتة واسعة النطاق من النجاح. تسمح طرق التضخيم الحديثة للحمض النووي باستخدام عينات البراز أو الشعر التي جُمعت من الميدان لتقييم المعلومات الأساسية حول العينة، بما في ذلك الجنس أو النوع. على الرغم من الإمكانات التي يتمتع بها التحليل الجيني غير الباضع في جهود علم الوراثة المحافظة، فإن كفاءة هذه الطريقة موضع تساؤل، حيث تعاني عينات الميدان في كثير من الأحيان من التدهور والتلوث أو صعوبة الحصول عليها. على سبيل المثال، استخدم فريق من الباحثين عينات البراز للكلاب الوحشية بنجاح لتقدير كثافة السكان في جورجيا، وبالتالي تجنب الصعوبات الكبيرة التي ينطوي عليها اصطياد وشراء والحصول على العينات من الحيوانات.

## طب

### التنميط الجيني للجنين
الاستخدام الأكثر شيوعاً للتنميط الجيني غير الجراحي في الطب هو التشخيص السريري الجنيني غير الجراحي قبل الولادة، الذي يوفر بديلاً للتقنيات الأكثر خطورة مثل بزل السائل الأمنيوسي. مع (اختبار ما قبل الولادة)اكتشاف الحمض النووي الجنيني الخالي من الخلايا في البلازما للأم، أصبح التشخيص السريري الجنيني غير الغازي طريقة شائعة لتحديد الجنس، الأبوة، التشوهات الجسدية، وحدوث اختلال الصيغة الصبغية حيث لا يتطلب سوى عينة دم بسيطة. يقول أحد مزودي التحليل السريري الجنيني غير الغازي إن عينة دم بحجم 10 مل ستوفر كشفًا دقيقًا بنسبة 99٪ عن الاضطرابات الجينية الأساسية في الجينوم بدءًا من الأسبوع العاشر من الحمل. علم النواة الخلوية (تعبير للدلالة على مجموع الكروموسومات الخاصة بأحد الكائنات، فهي تحدد الجنس) أدناه هي لشخص يعاني من متلازمة داون، والتي هي الأكثر شيوعًا التحقق منها بشكل روتيني في فحوصات التشخيص السريري الجنيني غير الباضع.

### كشف الأورام
تستخدم هذه التقنية نفسها أيضا لتحديد حدوث الحمض النووي للورم في الدم، مما يمكن من الكشف المبكر عن نمو الأورام ودلالة على حدوث انتكاسة في السرطان. يمكن العثور على الحمض النووي الريبوزي منقوص الأكسجين السرطاني الدوراني قبل حدوث انبثاثه، وبالتالي، فإن اكتشاف بعض الأليلات المتحولة قد يعزز معدلات البقاء على قيد الحياة لدى مرضى السرطان. في دراسة حديثة، تبين أن ctDNA "علامة حيوية قابلة للتطبيق على نطاق واسع وحساسة ومحددة يمكن استخدامها لمجموعة متنوعة من الأغراض السريرية والبحثية في المرضى الذين يعانون من أنواع مختلفة متعددة من السرطان". غالبا ما يشار إلى هذه التقنية باسم الخزعة السائلة، ولم تُنفذ على نطاق واسع في البيئات السريرية على الرغم من أن تأثيرها قد يكون كبيرًا جدًا. على الرغم من أن ctDNA المنقول بالدم لا يزال أهم اكتشاف للسرطان غير الباضع سريريًا، إلا أن دراسات أخرى ظهرت لتحقيق طرق كشف بديلة محتملة، بما في ذلك الكشف عن سرطان القولون والمستقيم من خلال عينات البراز.

### طريقة
الطريقة التي جُمعت العينات في التحليل الجيني غير الباضع تختلف عن الطريقة التقليدية للتحليل الجيني، وهناك العديد من الطرق التي يمكن الاستعانة بها في هذا الصدد. في الميدان، تُجمع عينات من الأنسجة، وتُحلل العينات لاستخلاص الحمض النووي وتنقيته، على الرغم من اختلاف الإجراءات الدقيقة بين العينات المختلفة. بعد جمع عينات الحمض النووي، تُستخدم تقنية تفاعل البوليميراز المتسلسل لتكبير تسلسلات جينية معينة، وذلك باستخدام موثوقية محددات تفاعل البوليميرازالمتسلسل لتجنب التلوث من مصادر حمض نووي أخرى. ثم، يمكن تحليل الحمض النووي باستخدام العديد من التقنيات الجينية، على نحو مشابه للعينات التي حُصل عليها بالطريقة التقليدية.